# Окамото, Тацуаки
Тацуаки Окамото (яп. 岡本 龍明 Окамото Тацуаки:, род. 22 сентября 1952 года) — японский исследователь в области криптографии и информационной безопасности.

### Биография
Получил степени бакалавра, магистра и доктора наук в Токийском университете в 1976, 1978 и 1988 годах соответственно. С 1978 года работал в компании NTT, являясь научным сотрудником NTT, в настоящее время — директор NTT Research в США. Был президентом Японского общества промышленной и прикладной математики, директором Международной ассоциации криптологических исследований, директором Института инженеров электроники, информации и связи и председателем программ многих международных конференций. Вместе с Сигэнори Утиямой предложил криптосистему Окамото — Утиямы.
На его статьи "Эффективная схема делимой электронной наличности" и "Универсальная электронная наличность" ссылался секретный анонимный отчет Агентства национальной безопасности о системных проблемах безопасности, связанных с анонимными электронными деньгами "Как сделать монету: криптография анонимных электронных денег"; этот отчет АНБ был через четверть века опубликован на сайте Массачусетского технологического института.

### Преподавание
Приглашенный профессор в Токийском университете (1999-2004). Приглашенный профессор в Киотском университете (2001-2018). Приглашенный профессор в Университете Цукубы (2001-2011). Приглашенный лектор в Университете Тюо (2002-2019). Приглашенный лектор в Университете электрокоммуникаций (2011).

### Награды
- Премия IEICE за лучшие достижения (мемориальная награда Кобаяси) (1993)
- Премия NTT за достижения в области научных исследований (1992 и 1995 гг.)
- Награда за выдающиеся заслуги в области исследований от Научно-технического агентства Японии (1997)
- Награда за развитие телекоммуникационных технологий от Фонда развития телекоммуникаций, Япония (1998)
- Стипендиат NTT R&D (1999)
- Технологическая награда от Nikkei-BP Press (2000)
- Стипендиат IEICE (2003)
- Технологическая награда Certicom ECC (2007)
- Премия METI (2008)
- Выдающийся лектор IACR (2009)
- Культурная премия IISEC по информационной безопасности (2009)
- Премия IEICE за выдающиеся достижения и вклад (2011, 2020)
- JSIAM Fellow (2011)
- Медаль с пурпурной лентой (2012)
- Стипендиат IACR (2015)
- IEICE Paper Award (2016, 2017)
- Премия конференции RSA (2017)
- Премия за достижения JSIAM (2017)
- Премия Асахи (2019)
- Премия за достижения IEICE (2020)[4]